# Kunštátská obora
Kunštátská obora je přírodní památka na jihozápadním okraji obce Kunštát v okrese Blansko. Chráněné území je v péči Krajského úřadu Jihomoravského kraje. Přírodní památka leží uvnitř přírodního parku Halasovo Kunštátsko.

## Důvod ochrany
Předmětem ochrany jsou listnaté porosty okolo zámku Kunštát s ptačími hnízdišti.
Hlavním cílem ochrany a péče je zajistit přirozený vývoj různých typů listnatých lesů s využitím a podporou přirozeného zmlazení.

## Flóra
V zámecké oboře jsou silně zastoupeny listnaté lesy 3. dubobukového a 4. bukového stupně, ze stromů se tu vyskytuje dub americký, lípa stříbrná (Tilia tomentosa), tis červený (Taxus baccata), zerav západní (Thuja occidentalis), šeřík čínský (Syringa × chinensis), jasan ztepilý (Fraxinus excelsior), buk lesní (Fagus sylvatica), dub zimní (Quercus petraea), habr obecný (Carpinus betulus), lípa srdčitá (Tilia cordata) a lípa velkolistá (Tilia platyphyllos), javor mléč (Acer platanoides) a javor klen (Acer pseudoplatanus).
Lokalita ale postupně zarůstá invazivními druhy, především smrkem (Picea) ve východní části.
V bylinném patře se nachází chráněná prvosenka jarní (Primula veris) a hlístník hnízdák (Neottia nidus-avis). Z invazivních druhů se tu vyskytuje netýkavka malokvětá (Impatiens parviflora) a ve východní části i třtina křovištní (Calamagrostis epigejos).

### Významné stromy

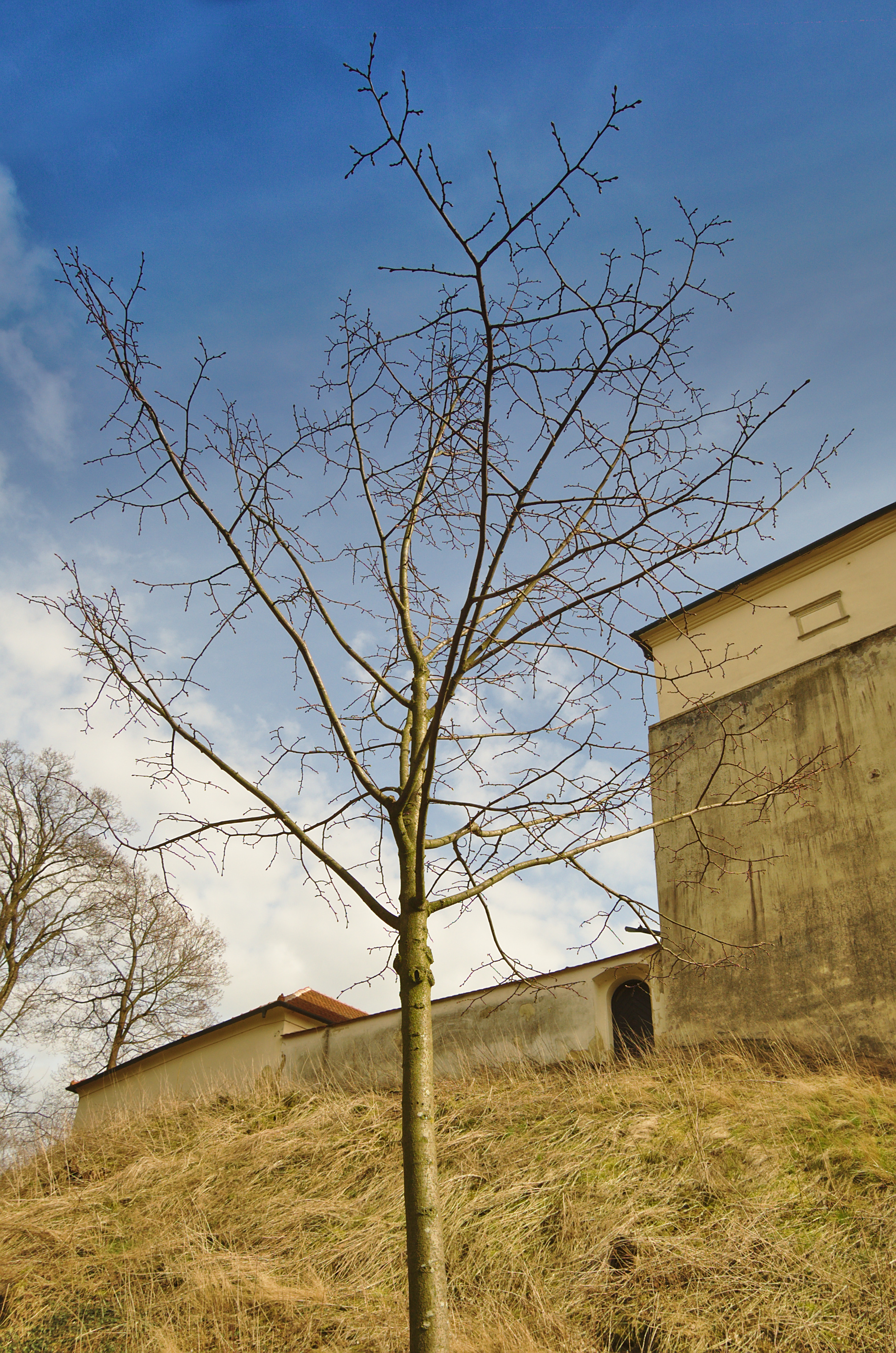
Nová Jiříkova lípa

Na území přírodní památky stávala v minulosti Jiříkova lípa, která byla podle pověsti vysazena roku 1458. Až do vážného poškození vichřicí roku 1954 měřila 26 metrů a měla průměr 184 cm. Torzo se dochovalo až do sedmdesátých let 20. století.
Roku 2008 byla na místě původního stromu vysazena nová Jiříkova lípa.

## Fauna
Na území přírodní památky se vyskytuje strakapoud malý (Dryobates minor), žluna zelená (Picus viridis) či veverka obecná (Sciurus vulgaris).

## Vodstvo
Severní hranici přírodní památky tvoří Kunštátský potok, který posléze vtéká do říčky Petrůvka, která teče těsně za celou západní hranicí Kunštátské obory.

## Znečištění
Znečištění je zřetelné především v údolí říčky Petrůvky, kde se nacházejí naplaveniny a v jejím korytě byly nalezeny i keramické střepy. Velkým zdrojem znečištění jsou turisté, kteří oblast hojně navštěvují. Negativní vliv na celkový obraz přírodní památky mají i polorozbořené krmelce na jejím území.

## Geologie

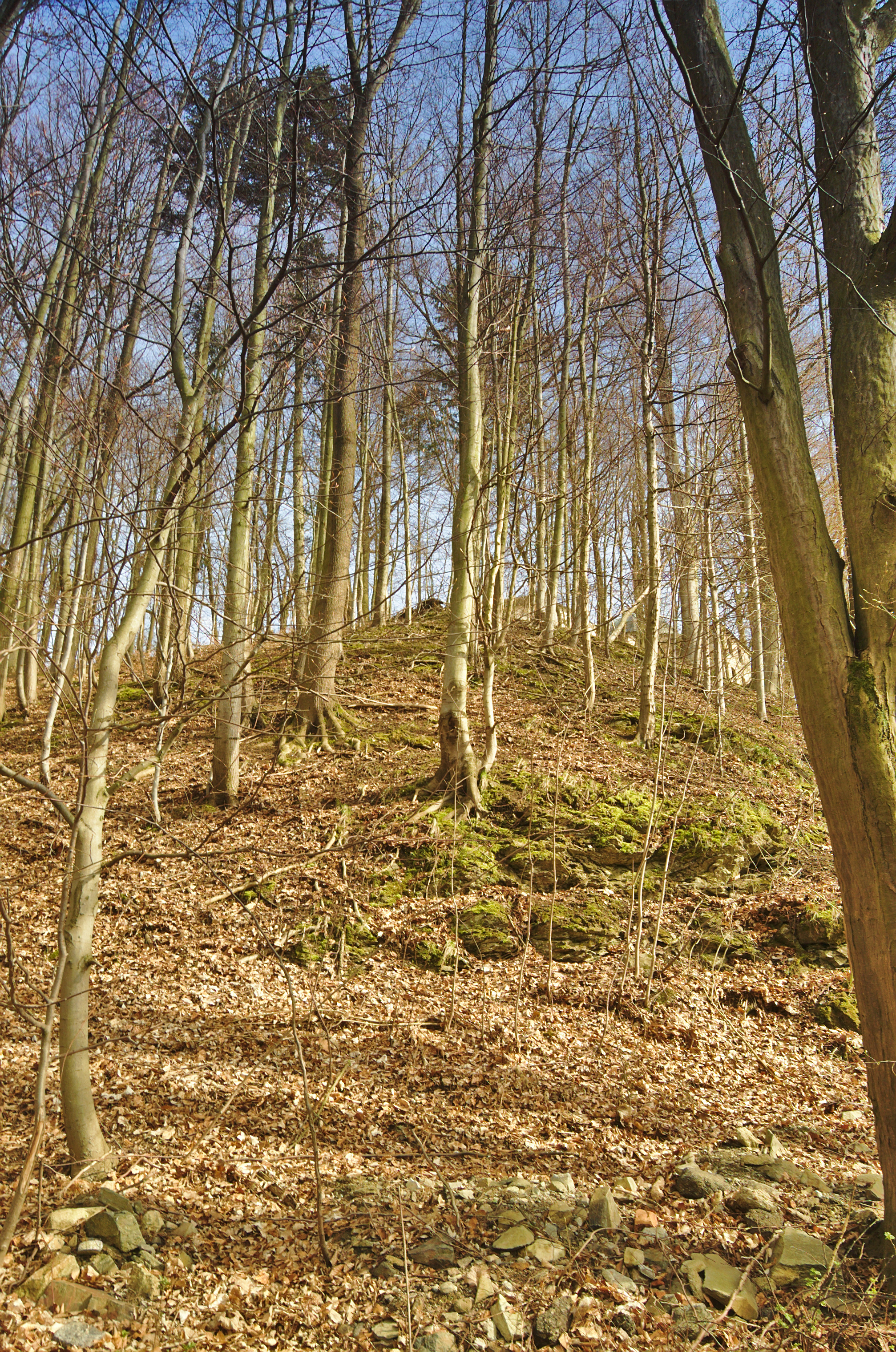
Podloží vystupující na povrch v podobě skalky

Podloží je tvořeno biotickými rulami s vložkami svorů a krystalickými vápenci, které v některých místech vystupují na povrch.
Půda je tvořena mezotrofními až eutrofními kambizeměmi, kolek vyčnívajících skalek kambizemě rankrové až rankry.

## Historie
Současná podoba obory byla vytvořena na počátku 19. století.
Chráněnou byla celá oblast zámecké obory vyhlášena roku 1998.

## Turistika
Kolem severní hranice prochází společně červená a modrá turistická trasa ve směru Kunštát, Hluboké u Kunštátu, Tasovice, Hodonín, Skorotice, respektive modrá ve směru Letovice, Kunštát, Tišnov, Veverská Bítýška, Velká Bíteš, Ořechov, Třebíč. Ta se také stáčí kolem jejího západního okraje. Skrze přírodní památku vede naučná stezka.
V přírodní památce ani jejím okolí není nainstalovaná informační tabule vztahující se k chráněné oblasti. Vysoká koncentrace lidí má na přírodní památku negativní vliv: jedná se především o znečištění odpadky, rušení zvěře a vyšlapávání nových cestiček.

## Fotogalerie

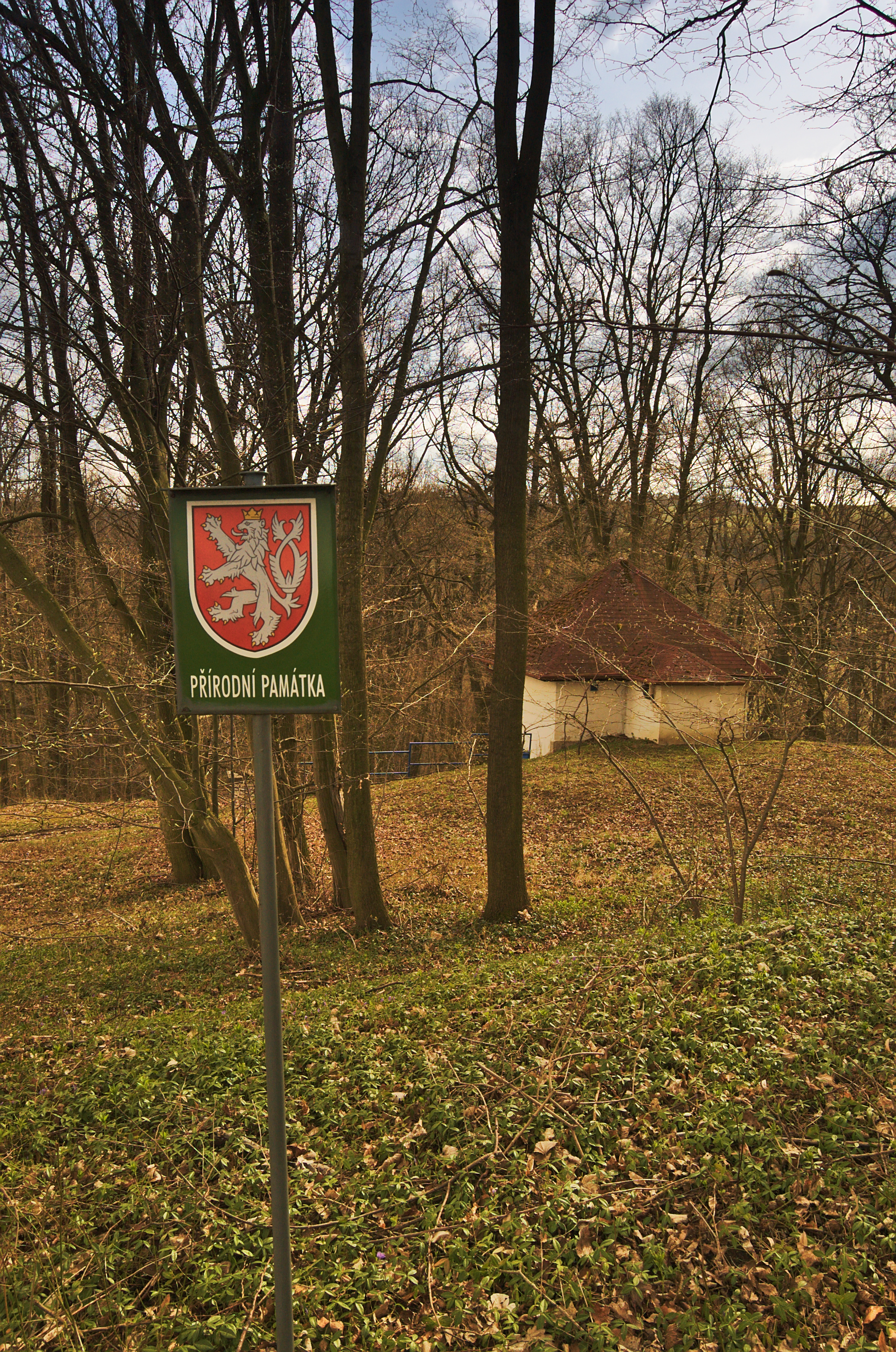
Cedule v blízkosti psího hřbitova
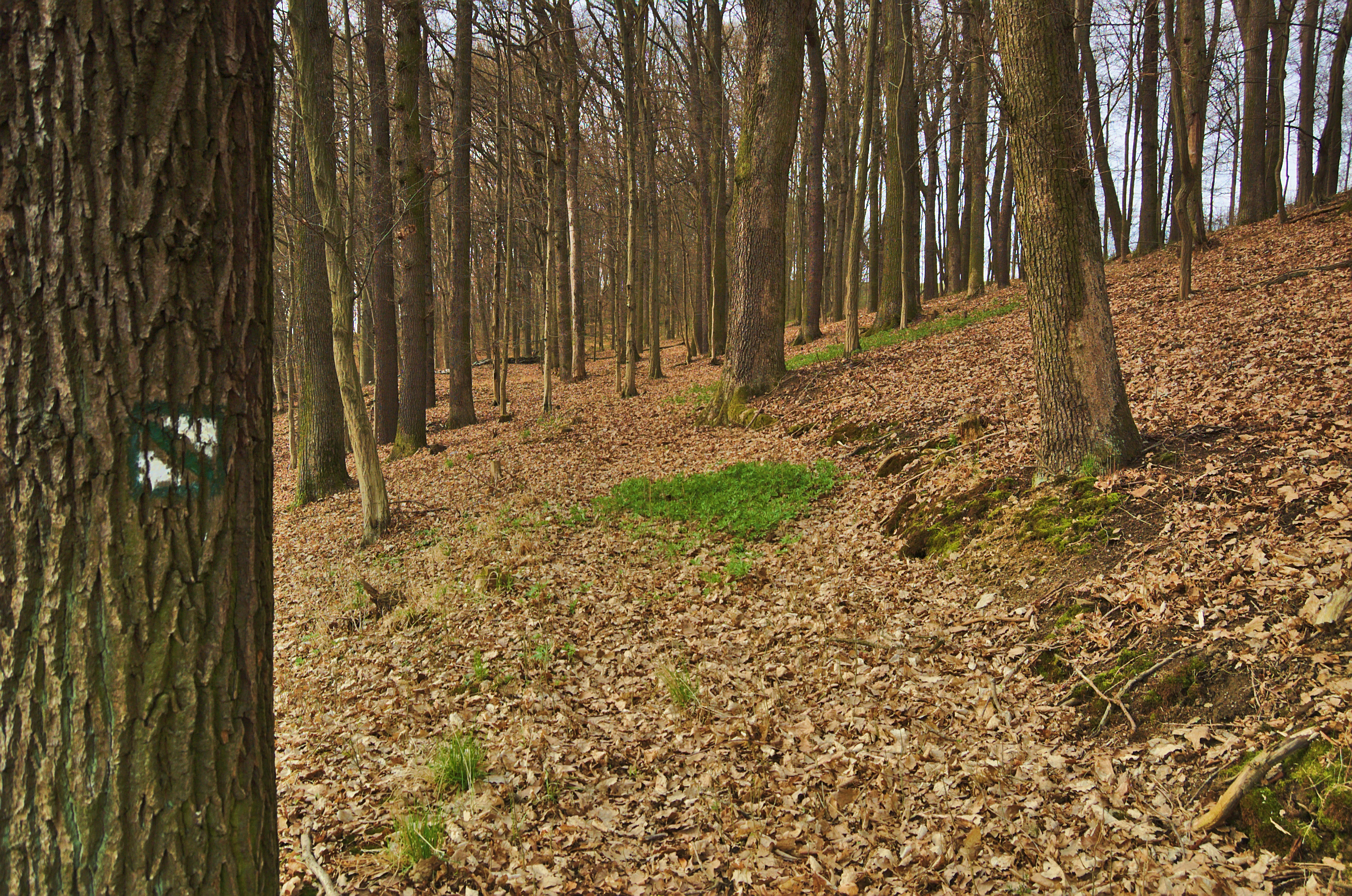
Značka naučné stezky vedoucí skrze přírodní památku
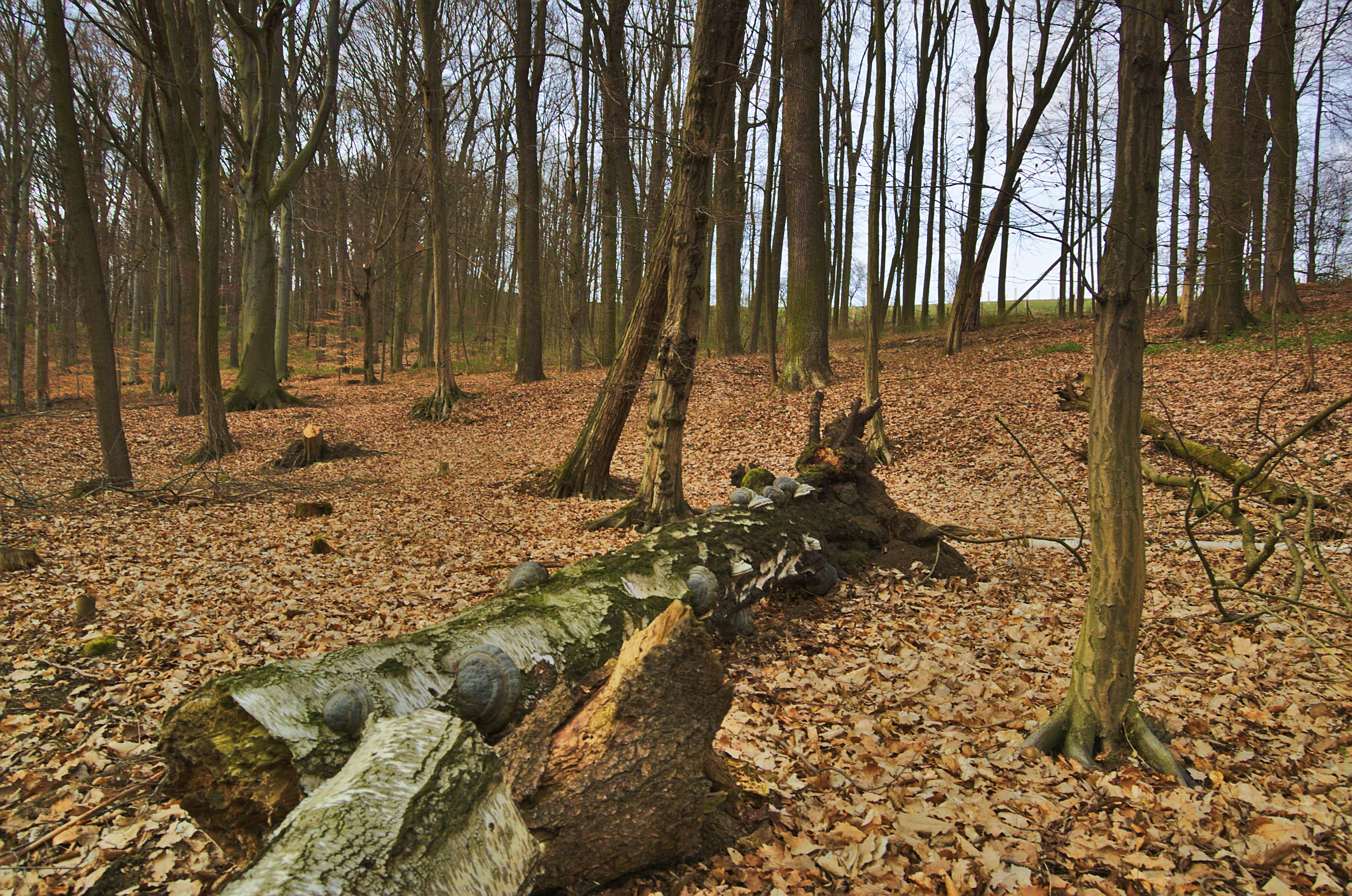
Padlý strom uvnitř přírodní památky
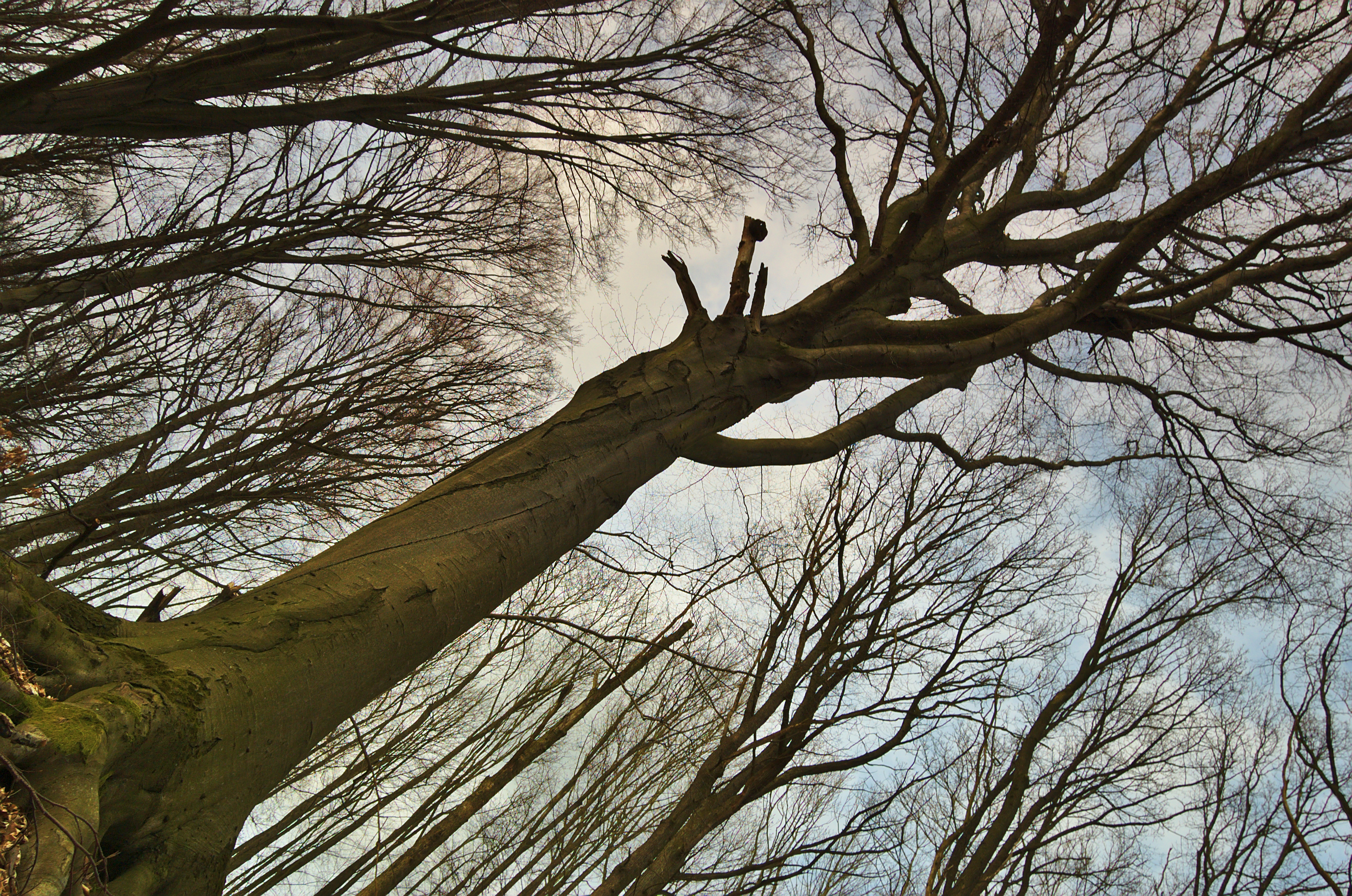
Stromové patro
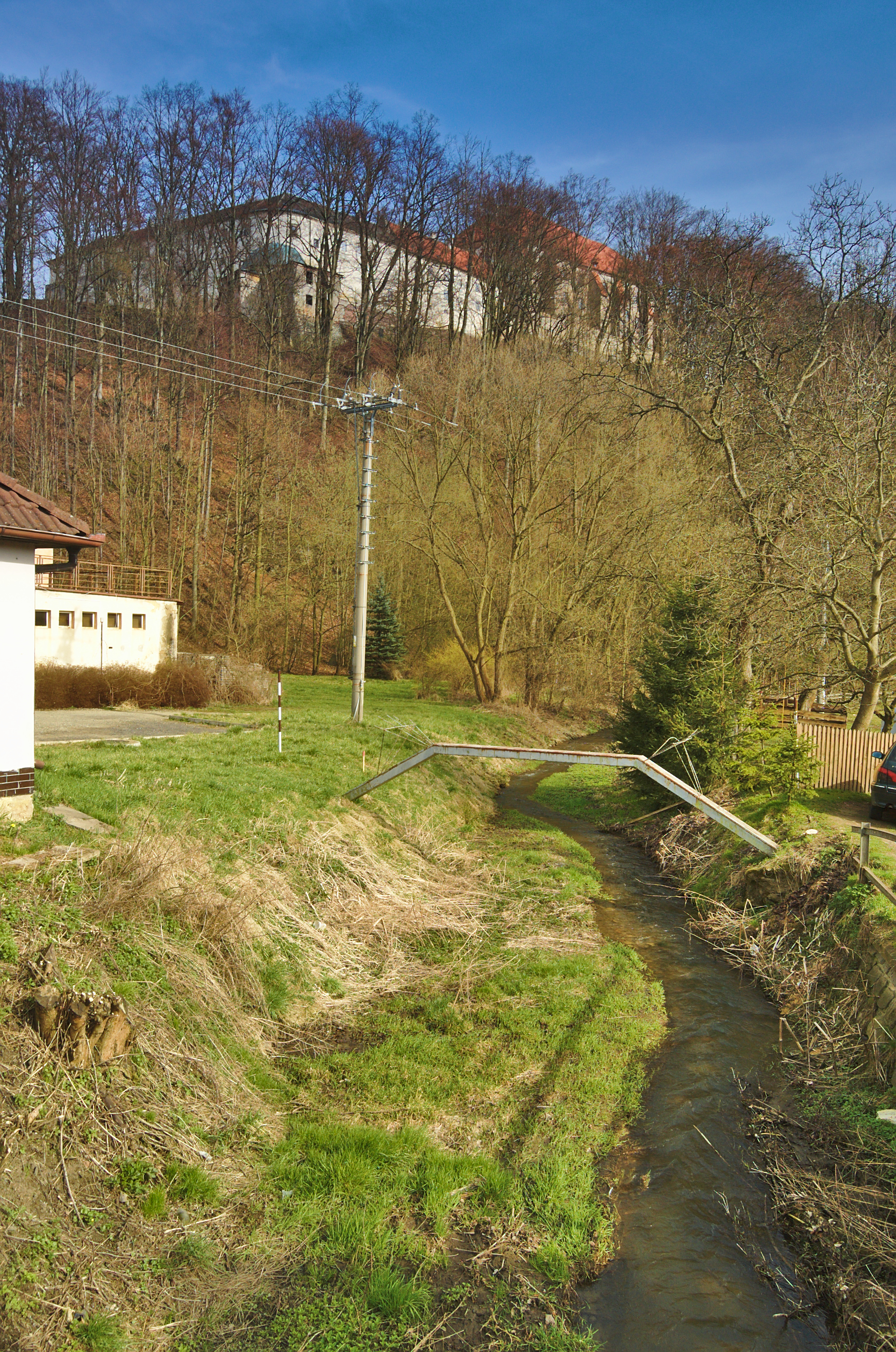
Říčka Petrůvka před soutokem s Kunštátským potokem
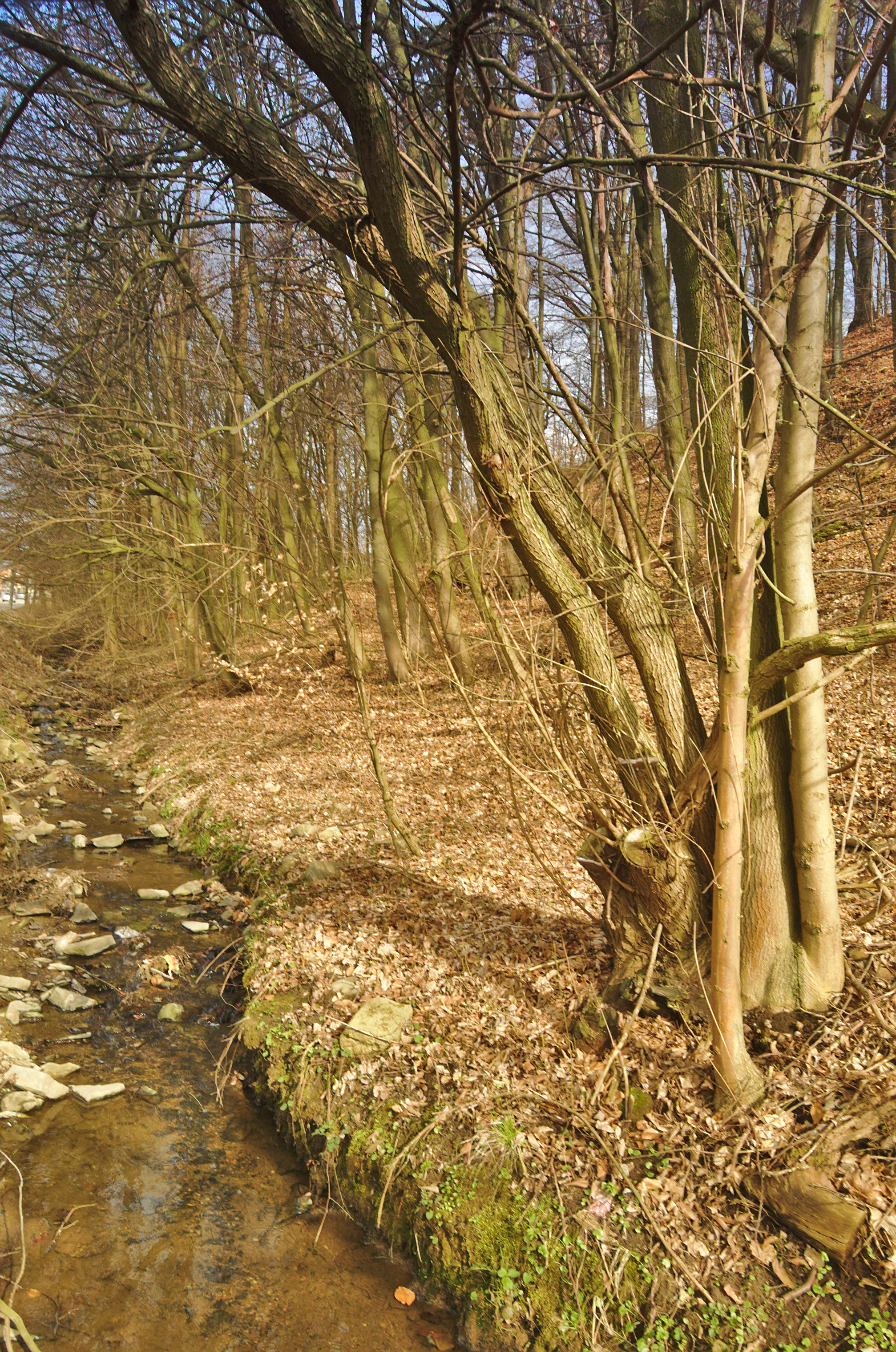
Kunštátský potok před soutokem s říčkou Petrůvka
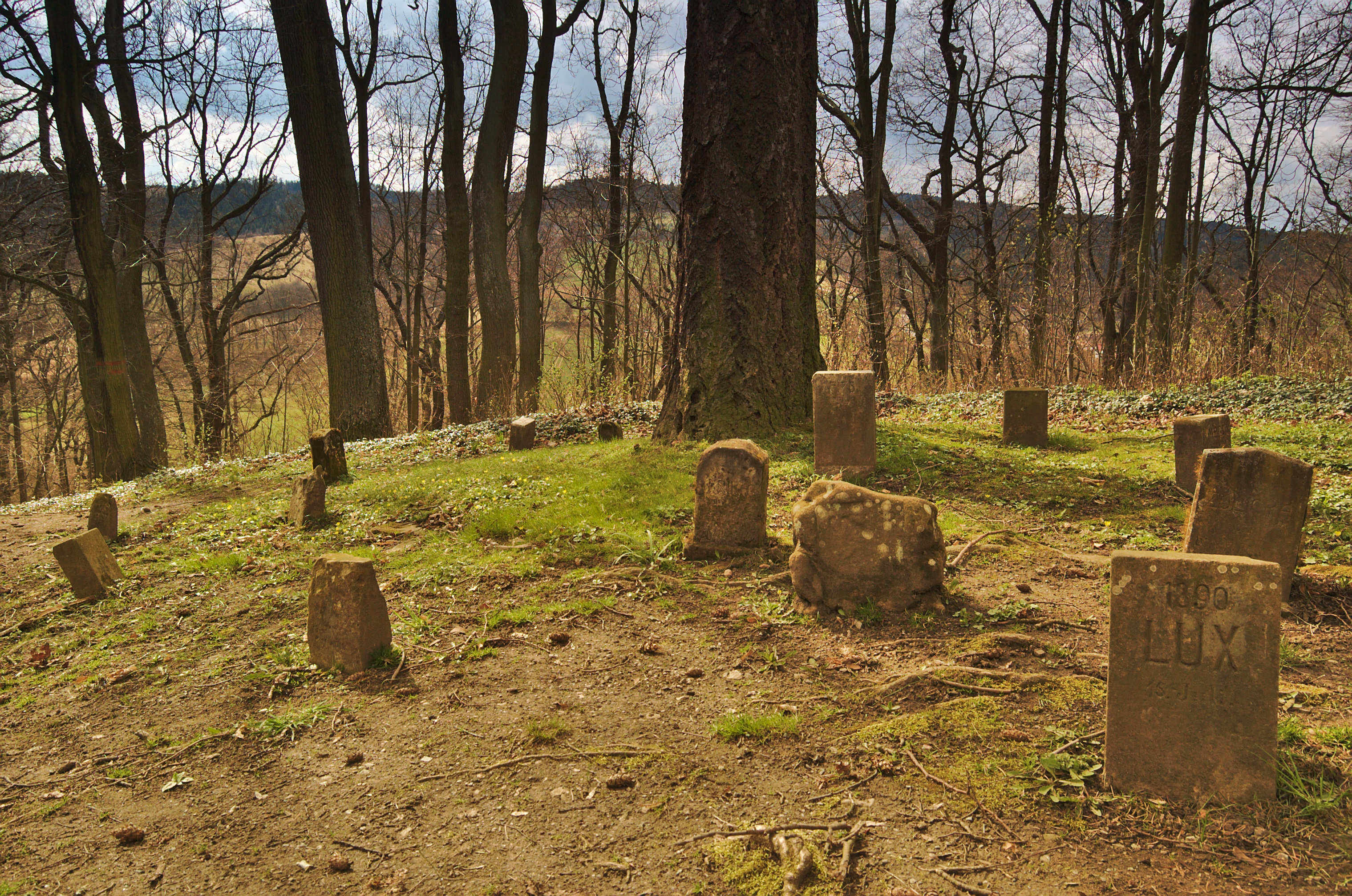
Psí hřbitov, za ním se rozkládá přírodní památka